# Ceresium declaratum
Ceresium declaratum är en skalbaggsart som beskrevs av Holzschuh 1990. Ceresium declaratum ingår i släktet Ceresium och familjen långhorningar. Inga underarter finns listade i Catalogue of Life.